# Staatsstraße 53
Die Staatsstraße 53 (S 53) ist eine Staatsstraße in Sachsen.

## Verlauf
Die S 53 beginnt an der Landesgrenze zu Thüringen und kommt dort aus Richtung Altenburg über Bocka (Windischleuba). Nach der Ortsdurchfahrt Dolsenhain als Bornaer Straße endet die S 53 an der Staatsstraße 51 (ehemalige Bundesstraße 95).